# Joan Tuset Suau
Joan Tuset Suau (l'Arboç, 19 de dezembro de 1957) é um pintor e escultor espanhol. dos séculos XX e XXI. De seu estilo, suas figuras são características. Ele criou seu próprio estilo dentro da arte figurativa, caracterizado pelas deformações do corpo e sua ambigüidade no plano intencional.

## Biografia
Estudou Belas Artes em Barcelona e Tarragona. Em 1976 ele apresentou sua primeira exposição em Tarragona. Durante a década de 1980 ele se mudou para o Canadá, onde permaneceu por seis anos. Não foi exibido em galerias Edimage, Joyce Yahouda Gallery, e com Cultart que também apresentam mais tarde na Escola do Art Institute of Chicago, e FIAC 87. Foire Internationale d'Art au Grand Palais, em Paris.
Em 1989, ele retornou a Paris, onde viveu por seis meses e expôs na Galerie Quai Vision.
Estas visitas produzido um ponto de viragem fundamental na sua vida e obra, pois a partir de então suas composições figurativas, adquirem maior força e uma base formal de tensão seus personagens estilo mais clássico e enriquecido com deformações mais pessoal e expressivo. Em seu retorno à Catalunha, mudou-se entre Arboç e Barcelona. Por várias exposições dentro e fora da Espanha, Tarragona, Girona, Barcelona, Valladolid, Salamanca, Dusseldorf, Roma, Paris e Portugal..

## Trabalho

### Pintura
Pintor figurativo fiel aos seus princípios e da figura humana, Joan Tuset é um artista que propôs a definição de um rigoroso e pessoal, assumindo os valores do avant-garde e clássica. Use tinta para melhorar a paixão e ironia com um simbolismo que dão uma força dramática incomum em sua obra, dando origem a múltiplas interpretações e um fluxo de ideias.
Mais recentemente, seu trabalho entrou em pensamentos mais complexos e intelectualizado sobre o meio ambiente, as coisas em torno dele, sua oficina, a sua espiritualidade, seu diário que tem ideias para criar sua arte.

### Escultura

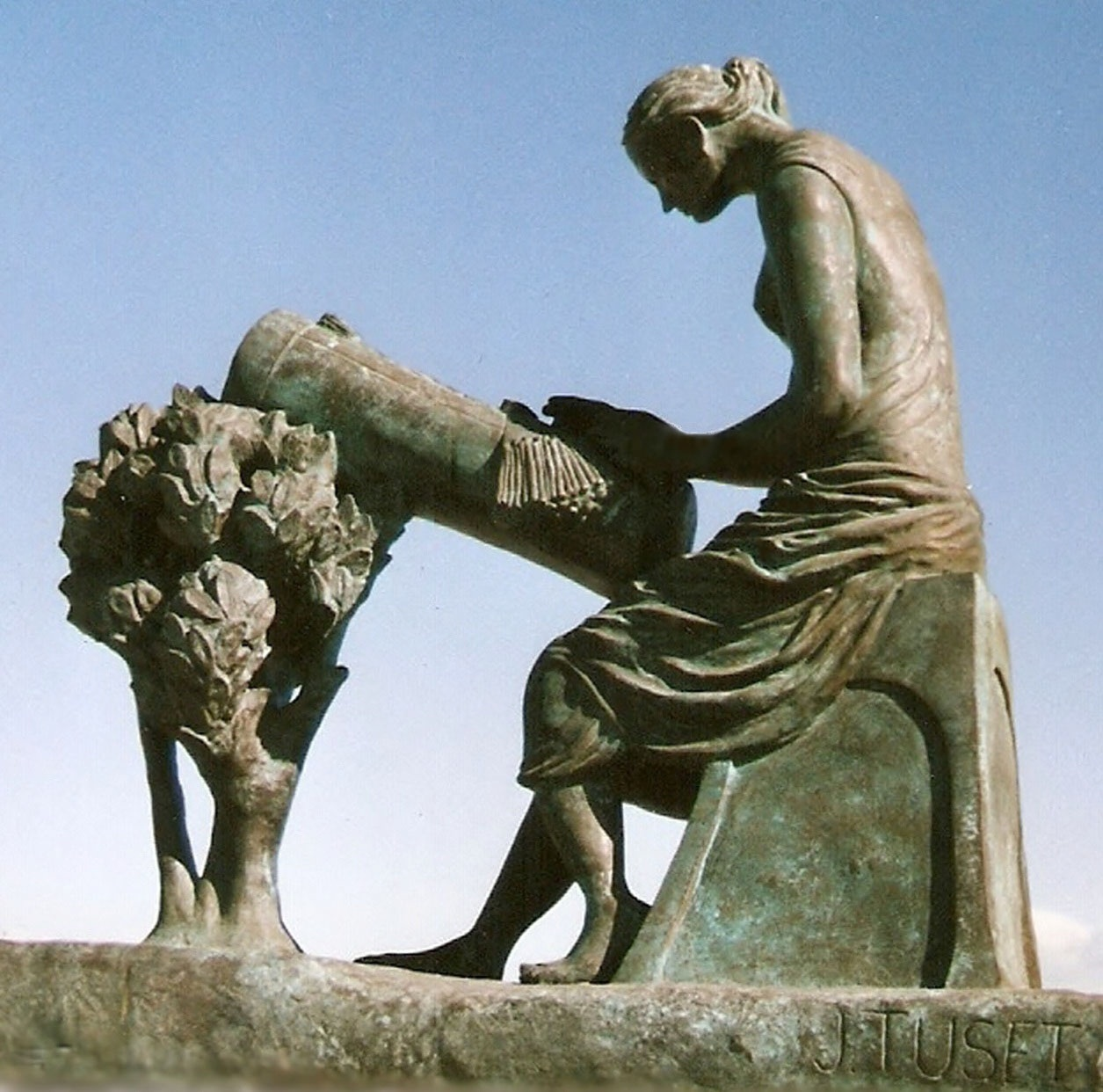
Monumento do Puntaire de l'Arboç.Trabalho bronze pelo escultor Joan Tuset 2005

A escultura é uma disciplina que raramente enfrenta. Desde a infância, ele mostrou aptidão para a escultura, modelagem de argila começando a mais tenra idade. No campo da escultura tridimensional geralmente usado em terracota, gesso e bronze, sem sacrificar outras materiais que podem enriquecer o resultado final da obra. Em 2005 ele foi contratado para fazer o monumento Puntaire o Arboç, o trabalho de bronze, que está localizado em uma das rotundas, a N 340, na entrada da Arboç e foi inaugurada pelo então ministro do Comércio e Turismo da Generalidade da Catalunha, Josep Huguet.

## Trabalhos principais
- "O sonho" 1986. técnica mista sobre tela 132 x 229 cm, coleção Lavalin, Montréal.
- "Odalisque" 1987. técnica mista sobre tela 132 x 229 cm, coleção Kauffman, Montreal.
- "As linhas de luz" 1982. óleo sobre tela 73 x 64 cm. Coleção particular, Vancouver.
- "As salas de espera" 1983. óleo sobre tela 122 x 122 cm. Coleção particular, Montreal.
- "Les âges de l'homme" 1984. óleo sobre tela 67 x 76 cm. Coleção particular, Montreal.
- "Cabeça de homem" 2005. pequena escultura em bronze 12 x 7 x 9 cm. Coleção Madeleine Parizeau, Paris.
- "El rapto de Europa"«Español: Cena mitológica do rapto de Europa»
- "El juicio de Paris"«Español: Cena mitológica O julgamento de Paris»
- "La lluna ofesa" 2002. técnica mista sobre tela 60 x 60 cm, Coleção particular, Oviedo.
- "La dentellière de l'Arboç" 2005. escultura em bronze 200 x 200 x 84 cm, monumento público, Tarragona.
- "El vi dels amants" 2012. técnica mista sobre tela 100 x 300 cm, Coleção particular, Barcelona.
- "A energia das memórias" 2014. técnica mista sobre tela 50 x 150 cm, Coleção particular, Barcelona.

## Bibliografía
- Diccionario "Ràfols" d'artistes contemporanis de Catalunya i Balears, 1989 Tomo IV pg.196.
- Diccionario "Ràfols" d'Artistes De Catalunya i Balears, Compendi Segle XX Tomo V, Art Network SL Barcelona 1998, pg.631.
- Artistas del Siglo XXI Guia Nacional Tomo v, Edicions Equador, Gerona. pg.508-509.
- Guia Europea de Bellas Artes, Euro 2000, Edicions SL Benidorm (Alicante) pg.186.
- Quien i por què, Anales de las Artes Plásticas en el seglo XXI, Edita Art i Patrimoni, SA Madrid, pg. 725.
- Quien i por què, Anales de las Artes Plasticas en el seglo XXI, Edita Art i Patrimoni, SA Madrid, pg. 725.
- Amb L'Arboç com a teló de fons, de Rosa M ª Muntanya, 2005.Edición, Conselleria d'Hisenda i Festes Populars, pg.91.
- La Bisbal i les Puntes 2008, de Maria Plana Guasch. Edita Ayuntamiento de La Bisbal del Panadés, pgs.19i20.
- Diversos Perfils de Joana Maria Altet ,2008.Editorial la Torratxa, Valls Tarragona.Pg.43
- Património imaterial e estatuária urbana ,2013, de Ana Paula Gil Soares. Universidade de Lisboa, Faculdade de Letras.pg.24.
- Els béns culturals i l'Església, 2010. Itinerari d’una experiència viscuda Arxiu i Museu diocesans de Barcelona Josep Maria Martí i Bonet. pgs. 49,51,61.<ref>https://dhac.iec.cat/?id_personal=228<ref>

- Los pintores y la pintura visto por profanos, 2017 autor Manuel Roldán Pérez, pgs. 234-235.
- Los escultores y la escultura visto por profanos, 2018 autor Manuel Roldán Pérez pg. 218-219.
- Los oficios vistos en la pintura ,2018 autor Manuel Roldán Pérez pgs. 99,115,118,138,141.
- Rescatant el vell arquetip de l'aranya 2018 autor Joan Ramon Farré Huguet, pgs. 276, 277, 278, 279.